# Ángel Falzón
Ángel Falzón OFM (* 15. Oktober 1957 in Naxxar) ist ein maltesischer Ordensgeistlicher und römisch-katholischer Bischof von Comayagua.

## Leben
Ángel Falzón trat der Ordensgemeinschaft der Franziskaner bei, studierte Philosophie und Theologie am Nationalinstitut für kirchliche Religionsstudien auf Malta und legte am 10. Oktober 1982 in der maltesischen Ordensprovinz der Franziskaner die ewige Profess ab. Am 29. Juni 1984 empfing er das Sakrament der Priesterweihe.
Nach der Priesterweihe wechselte er in die Franziskanerprovinz von der Unbefleckten Empfängnis in New York und schloss sich deren zentralamerikanischer Gründung an. Ab 1985 war er Missionar in Honduras und in La Libertad, in Aguanqueterique sowie in La Paz in der Pfarrseelsorge tätig.
Papst Franziskus ernannte ihn am 14. Mai 2024 zum Bischof von Comayagua. Der Bischof von Juticalpa, José Bonello OFM, spendete ihm am 29. Juni desselben Jahres in der Kathedrale von Comayagua die Bischofsweihe. Mitkonsekratoren waren der Apostolische Nuntius in Honduras, Erzbischof Gábor Pintér, und der Erzbischof von Tegucigalpa, José Vicente Nácher Tatay CM.